# Brigada Odessa
La Brigada Odessa, también Brigada Odesa o Brigada de Odesa y oficialmente Brigada Separada de Propósitos Especiales «Odessa» (en ruso: Отдельная бригада особого назначения «Одесса») u OBrON «Odessa», fue una milicia prorrusa en la guerra del Dombás. Se originó como un grupo militante anti-Maidán que surgió en la ciudad ucraniana de Odesa en 2014. Surgió dentro del movimiento prorruso «Odesskaya Druzhina» (Druzhina de Odesa) que estuvo involucrado en los enfrentamientos en Odesa de 2014. Después de este evento, miembros de Odesskaya Druzhina (junto a otras personas de Odesa y Rusia) se reorganizaron en una milicia separatista en el Dombás, luchando en nombre de la República Popular de Lugansk en la guerra del Dombás. La unidad se disolvió en enero de 2015, probablemente como resultado de luchas de poder entre separatistas.

## Historia

### Orígenes en los enfrentamientos de Odesa de 2014

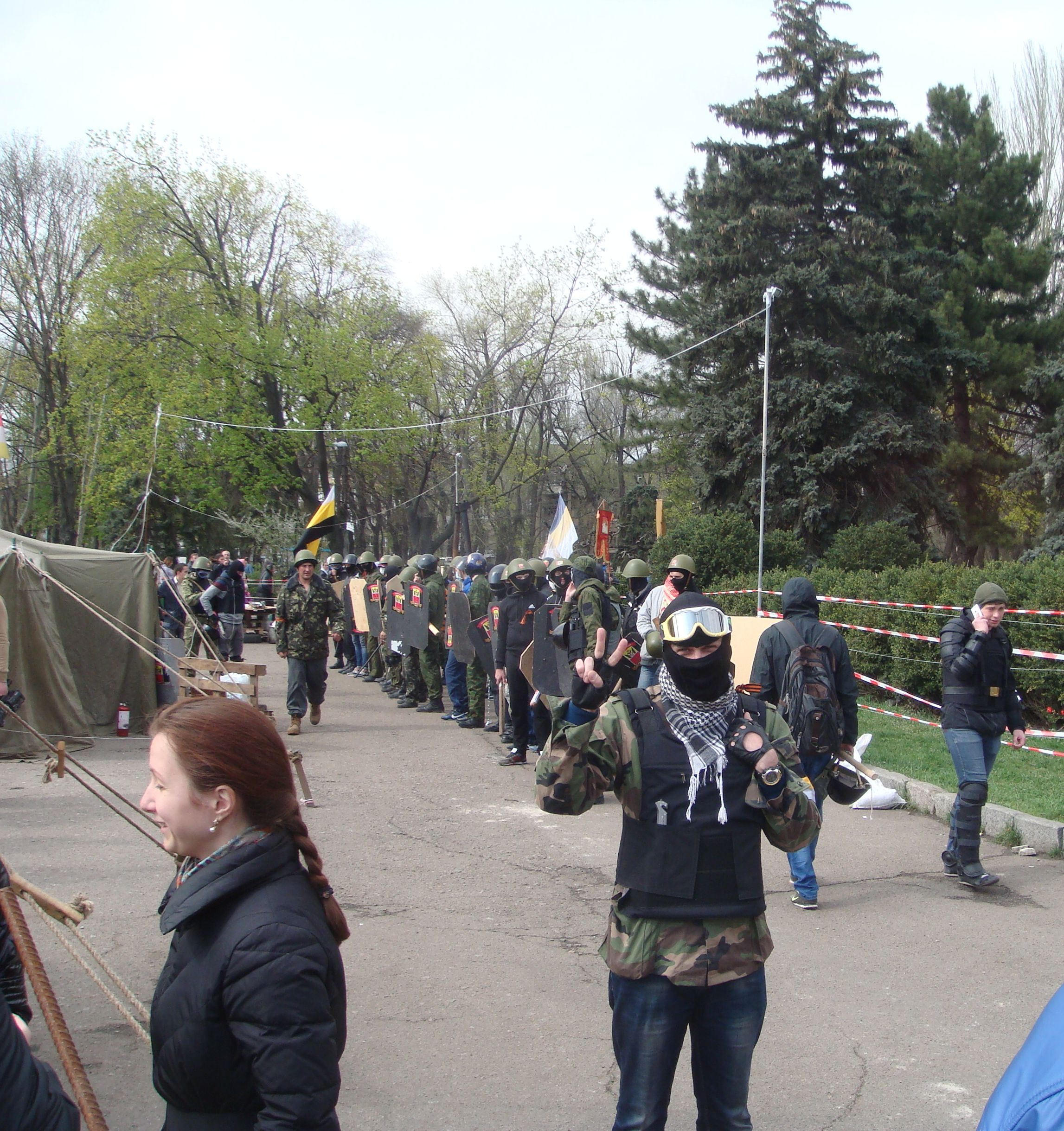
Militantes en el campamento prorruso, conocido como Odesskaya Druzhina, durante los enfrentamientos en Odesa de 2014. La Brigada Odessa se originó a partir de una de estas facciones militantes.

La importante ciudad portuaria de Odesa (transliterado ocasional y erróneamente como «Odessa») en Ucrania fue uno de los lugares donde se enfrentaron grupos pro-Euromaidán y anti-Maidán durante la Revolución de la Dignidad de 2014 y el siguiente período de malestar prorruso. Los manifestantes prorrusos más radicales en Odesa se movilizaron en un movimiento militante, conocido como Odesskaya Druzhina. Había otros grupos militantes además de Odesskaya Druzhina, como el de nombre similar Odesskaya Narodnaya Druzhina (Druzhina popular de Odesa). Los militantes generalmente compartían puntos de vista de extrema derecha o izquierda, y OpenDemocracy calificó a Odesskaya Druzhina como antisemita.
Anton Rayevski viajó a Ucrania en este contexto con la intención de apoyar a las fuerzas prorrusas. Llegó a la ciudad el 19 de marzo, se hizo pasar por un residente local e instaló su base en el campamento prorruso de Odesskaya Druzhina en el Campo Kulikovo. Se unió al grupo y entrenó a manifestantes prorrusos en «combate cuerpo a cuerpo». En VKontakte describió al grupo con el que entrenaba como «Brigada de Odesa». Posteriormente, Rayevski y el grupo participaron en manifestaciones prorrusas en Odesa. En un momento dado, Rayevski propuso a Odesskaya Druzhina que asesinaran al líder local del proucraniano Sector Derecho. Según Rayevski, la dirección de Odesskaya Druzhina se negó a aceptar este plan. El Servicio de Seguridad de Ucrania finalmente arrestó a Rayevski por intentar incitar disturbios étnicos y lo deportó de regreso a Rusia. Desde San Petersburgo, llamó a la rebelión armada contra el gobierno ucraniano posrevolucionario, llamando a los rusos a «tomar las armas» y «derramar sangre». Rayevski lucharía más tarde en la guerra del Dombás antes de intentar convertirse en político en Rusia en 2021, lo cual no consiguió.
A pesar de la destitución de Rayevski, la violencia en Odesa siguió aumentando. Otro ciudadano ruso, Alexéi «Foma» Fominov, también había alcanzado prominencia en el movimiento local anti-Maidán. Fominov se posicionó como un nacionalista ruso y luego culpó a Ucrania por la guerra en el Dombás. Más tarde afirmó que había servido como «comandante del campo Kulikovo», haciendo referencia al campamento de tiendas de campaña en las afueras de la ciudad donde se reunieron los militantes prorrusos. El 2 de mayo, los disturbios en Odesa resultaron en el mortal incendio de la Casa de los Sindicatos; Muchos nacionalistas rusos, como Fominov, abandonaron posteriormente la ciudad.

### Actividades en el Dombás
Varios de estos nacionalistas prorrusos de Odesa finalmente se trasladaron a Lugansk, donde Fominov los reorganizó en una milicia propiamente dicha. La unidad se hizo conocida por incluir un gran número de voluntarios de Rusia. Muchos de ellos habían pertenecido anteriormente a la milicia «Yakut». Bajo Fominov, la Brigada de Odesa luchó en Peremozhnove, el Aeropuerto Internacional de Lugansk, Izvárine, Lutúgine, Dolzhanske, Lisichansk, Georgievka y Pervozvanivka. El grupo estuvo involucrado en el secuestro y asesinato de civiles en Peremozhnove y Lugansk . Estos civiles eran conocidos por sus opiniones proucranianas o eran relativamente ricos. Los funcionarios ucranianos también afirmaron que el grupo fue responsable de varios atentados con bombas en Odesa entre 2014 y 2015.
Aunque la unidad luchó por la separatista República Popular de Lugansk, no se integró completamente en las Fuerzas Armadas de la República Popular de Lugansk. En enero de 2015, la LPR disolvió la Brigada Odessa. Las tropas del Ministerio del Interior de la LPR rodearon la base de la milicia, desarmaron a sus combatientes y pidieron que los militantes se alistaran en otras unidades de las Fuerzas Armadas de la LPR. Aunque un gran número de miembros nativos de la Brigada de Odesa aceptaron esta oferta, la mayoría de los voluntarios extranjeros la rechazaron y optaron por regresar a Rusia. Fominov fue arrestado bajo cargos de actividad criminal por funcionarios de la LPR, aunque los funcionarios ucranianos creían que su encarcelamiento y la disolución de la Brigada Odesa eran más probablemente el resultado de luchas de poder dentro de la LPR.

### Desarrollos posteriores
Durante la invasión rusa de Ucrania en 2022, el colaborador regional Igor Márkov fundó otra «Brigada Odessa» prorrusa en el contexto de la campaña de Ucrania meridional.

## Liderazgo e ideología
Anton Rayevski, entrenador del grupo anti-Maidán llamado «brigada de Odesa», es un ultranacionalista ruso y neonazi. Pidió la anexión del territorio ucraniano por parte de Rusia. Tiene numerosos tatuajes de temática nazi en su cuerpo,y un conocido suyo informó que en la escuela, Rayevski «se sentaba tranquilamente en la última fila y leía Mein Kampf». Después de dejar Odesa, Rayevski se unió a otros grupos separatistas antes de intentar convertirse en político en Rusia.
El comandante de la milicia armada original, Alexéi «Foma» Fominov, generalmente era calificado como nacionalista ruso y culpaba a Ucrania por la guerra en la región. Los medios y funcionarios ucranianos creían que había desempeñado un papel importante en la intensificación de los enfrentamientos en Odesa de 2014, así como en convencer a Rodión Miroshin, diputado del Consejo Regional de Lugansk, de desertar y unirse a los separatistas. Tras la disolución de la Brigada de Odesa en 2015, la fiscalía de la República Popular de Lugansk lo acusó de «asesinato, robo y secuestro de civiles».